# Закарлюка Сергій Володимирович
Сергі́й Володи́мирович Закарлю́ка (нар. 17 серпня 1976, Нікополь — 5 жовтня 2014, Великобагачанський район, Полтавська область) — колишній український футболіст, півзахисник. Після завершення ігрової кар'єри — футбольний тренер. Провів 9 матчів за збірну України.

## Клубна кар'єра
Розпочав професійну футбольну кар'єру у дніпропетровському «Дніпрі». Дебютував у складі команди 28 травня 1994 року, вийшовши на заміну у матчі проти «Буковини». Відігравши за «Дніпро» 2 гри в чемпіонаті та одну в розіграші Кубка, перейшов до першолігового «Металурга» з рідного Нікополя, у складі якого виступав протягом двох років.
1996 року перейшов до київського ЦСКА, з того часу виступає виключно за команди елітного дивізіону української першості. Грав за донецькі «Шахтар» та «Металург», «Іллічівець» з Маріуполя. З 2006 року захищав кольори столичного «Арсенала».
Влітку 2011 року перейшов до полтавської «Ворскли», але закріпитися в основній команді не зумів і другу половину сезону провів в першоліговій «Полтаві». Після закінченнія сезону завершив ігрову кар'єру.

## Виступи за збірні
Викликався до молодіжної збірної України, у складі якої провів один матч — 22 березня 1997 року проти однолітків з Молдови.
Виступи за національну збірну України розпочав 21 березня 2002 року товариським матчем проти збірної Японії. Усього у складі головної команди країни провів 9 матчів.
Перестав викликатися до збірної після того, як був зі скандалом відрахований з табору національної команди за порушення режиму — разом з партнерами по команді В'ячеславом Чечером та Олександром Зотовим запізно повернувся на базу.

## Тренерська кар'єра
Після завершення ігрової кар'єри у січні 2013 року став асистентом нового головного тренера київського «Арсеналу» Юрія Бакалова. 10 листопада 2013 року, після відставки Бакалова, Закарлюка став виконувачем обов'язків головного тренера, проте команда під його керівництвом провела лише один матч проти київського «Динамо», після чого знялася зі змагань.
Сергій Закарлюка загинув близько 22:00 5 жовтня 2014 року в результаті ДТП за 70 км від Полтави.

## Досягнення
- Чемпіонат України
  - Срібний призер (1): 2003/2004
  - Бронзовий призер (2): 2001/2002, 2002/2003
- Кубок України
  - Володар (1): 2003/2004
  - Фіналіст (1): 2000/2001

- Медаль «За працю і звитягу» (2006).[6]